# Presidente dell'Unione Cristiano-Democratica di Germania
Il presidente dell'Unione Cristiano-Democratica di Germania è la figura politica più importante all'interno dell'Unione Cristiano-Democratica di Germania. Dal 31 gennaio 2022 la carica è ricoperta da Friedrich Merz, succeduto ad Armin Laschet. 
Il presidente del partito dell'Unione Cristiana-Democratica è affiancato da un Segretario generale che, dal 31 gennaio 2022, è Mario Czaja.

## Elenco
| Immagine | Immagine | Presidente (Nascita–Morte)        | Mandato         | Mandato          | Mandato             | Stato                            | Cancelliere                           |
| Immagine | Immagine | Presidente (Nascita–Morte)        | Inizio          | Fine             | Giorni              | Stato                            | Cancelliere                           |
| -------- | -------- | --------------------------------- | --------------- | ---------------- | ------------------- | -------------------------------- | ------------------------------------- |
| 1        |          | Konrad Adenauer (1876–1967)       | 1º marzo 1946   | 23 marzo 1966    | 20 anni, 22 giorni  | Renania Settentrionale-Vestfalia | Sé stesso Ludwig Erhard               |
| 2        |          | Ludwig Erhard (1897–1977)         | 23 marzo 1966   | 23 maggio 1967   | 1 anno, 61 giorni   | Baden-Württemberg                | Sé stesso Kurt Georg Kiesinger        |
| 3        |          | Kurt Georg Kiesinger (1904–1988)  | 23 maggio 1967  | 5 ottobre 1971   | 4 anni, 135 giorni  | Baden-Württemberg                | Sé stesso Willy Brandt                |
| 4        |          | Rainer Barzel (1924–2006)         | 5 ottobre 1971  | 12 giugno 1973   | 1 anno, 250 giorni  | Renania Settentrionale-Vestfalia | Willy Brandt                          |
| 5        |          | Helmut Kohl (1930–2017)           | 12 giugno 1973  | 7 novembre 1998  | 25 anni, 148 giorni | Renania-Palatinato               | Willy Brandt Helmut Schmidt Sé stesso |
| 6        |          | Wolfgang Schäuble (1942)          | 7 novembre 1998 | 16 febbraio 2000 | 1 anno, 101 giorni  | Baden-Württemberg                | Gerhard Schröder                      |
| 7        |          | Angela Merkel (1954)              | 10 aprile 2000  | 7 dicembre 2018  | 18 anni, 241 giorni | Meclemburgo-Pomerania Anteriore  | Gerhard Schröder Sé stesso            |
| 8        |          | Annegret Kramp-Karrenbauer (1962) | 7 dicembre 2018 | 22 gennaio 2021  | 2 anni, 46 giorni   | Saarland                         | Angela Merkel                         |
| 9        |          | Armin Laschet (1961)              | 22 gennaio 2021 | 31 gennaio 2022  | 1 anno, 9 giorni    | Renania Settentrionale-Vestfalia | Angela Merkel Olaf Scholz             |
| 10       |          | Friedrich Merz (1955)             | 31 gennaio 2022 | in carica        | 1 anno, 70 giorni   | Renania Settentrionale-Vestfalia | Olaf Scholz                           |